# 泽盖尔斯卡佩勒
泽盖尔斯卡佩勒（法語：Zegerscappel，法語發音：[zeɡɛʁskapɛl]）是法国上法蘭西大區北部省的一个市镇，属于敦刻尔克区。

## 地理
泽盖尔斯卡佩勒（50°53'16"N, 2°23'10"E）面积17.4 平方千米，位于法国上法蘭西大區北部省，该省份为法国最北部的省份及最长的省份，西北濒北海，西接加来海峡省，南至埃纳省和索姆省，东与比利时接壤。
与泽盖尔斯卡佩勒接壤的市镇（或旧市镇、城区）包括：阿尔内克、博勒泽勒、克罗克特、埃兰盖姆、埃斯凯尔贝克、勒德兰盖姆、皮加姆。
泽盖尔斯卡佩勒的时区为UTC+01:00、UTC+02:00（夏令时）。

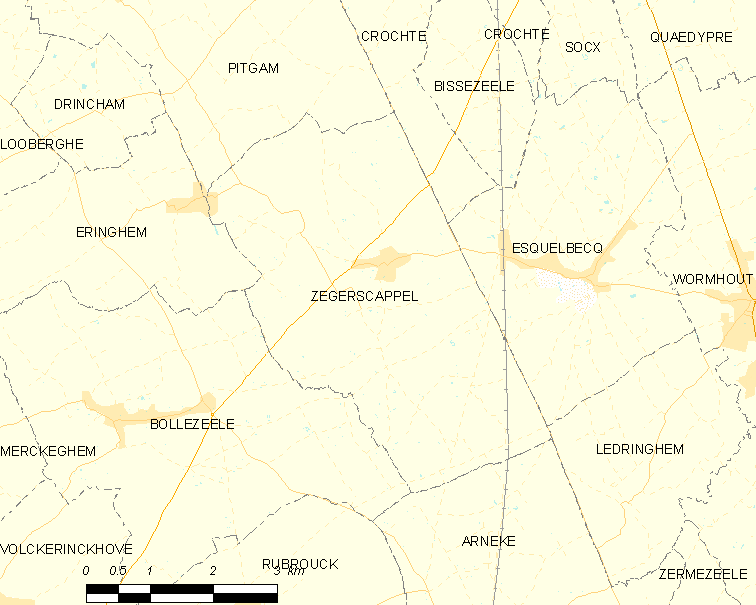
泽盖尔斯卡佩勒的OSM定位图

## 行政
泽盖尔斯卡佩勒的邮政编码为59470，INSEE市镇编码为59666。

## 政治
泽盖尔斯卡佩勒所属的省级选区为沃尔穆特县。

## 人口

1962-2008年间泽盖尔斯卡佩勒人口变化图示

泽盖尔斯卡佩勒于2022年1月1日时的人口数量为1549人。